# Mogli
Pour les articles homonymes, voir Taibi.
Mogli (née en 1994 sous le nom de Selima Taibi à Francfort-sur-le-Main) est une chanteuse et compositrice allemande.

## Biographie
Selima Taibi est née d'une mère allemande et d’un père algérien. Dès l’âge de onze ans, elle révèle sa sensibilité artistique en intégrant la chorale d’enfants de l’Opéra de Francfort.
En 2012, elle se présente sous son nom civil à la deuxième saison de The Voice of Germany, diffusée sur ProSieben. Trois ans plus tard, elle adopte le nom de scène Mogli et enregistre son premier album, couronné du VUT Indie Award dans la catégorie « révélation de l’année ». Ce projet voit le jour grâce à une campagne de financement participatif.
En 2015, elle entreprend un voyage à travers les Amériques aux côtés de son compagnon de l’époque, à bord d’un bus scolaire aménagé. Leur périple donne naissance au documentaire Expedition Happiness, dont elle signe également la bande originale, parue sur son second album Wanderer.
En 2019, elle sort l’EP Patience et entame une tournée à guichets fermés en Europe et en Amérique du Nord. Après une période difficile marquée par un burn‑out en 2019, elle réalise en 2022 un projet majeur : l’album Ravage, accompagné d’un film à épisodes incorporant les chansons dans une narration visuelle et chorégraphiée.
En 2024, elle collabore avec le producteur berlinois Christian Löffler sur le morceau Portals, fusionnant électro et voix indie pour une expérience sensorielle immersive.
Elle habite à Berlin, gère de manière totalement indépendante l’ensemble de son œuvre artistique (musique, visuel, films) et défend activement des causes comme l’égalité des genres, la santé mentale ou le changement climatique ; elle incarne un univers personnel fondé sur la vulnérabilité et l’authenticité.
En France, sa chanson Earth, extraite de l'album Wanderer, a été choisie pour illustrer la campagne publicitaire de la Renault 4 E-Tech Electric, diffusée en 2025.

## Albums
- Bird, sorti le 16/10/2015
- The Wanderer (Expedition Happiness), sorti le 05/05/2017
- Ravage, sorti le 12/05/2022
- Paradox, sorti le 23/05/2025

## Filmographie
- 2017 : Expedition Happiness
- 2022 : Ravage

## Récompenses
- 2016 : VUT Indie Award du meilleur nouveau venu  (décerné par l'Association of Independent Music Companies )
- 2021 : Prix About You dans la catégorie Style